# امرسون پائولیستا
امرسون دی آندراده سانتوس بازیکن فوتبال اهل برزیل است 